# Tawny Roberts
Tawny Roberts (Dallas, 18 marzo 1979) è un'ex attrice pornografica statunitense.

## Biografia
La Roberts è originaria di una famiglia molto tradizionalista appartenente alla chiesa dei Mormoni. Suo padre era un membro importante della comunità mormone e raggiunse la posizione di vescovo. La Roberts ha affermato che questa origine famigliare le ha dato forti valori e una grande etica per il lavoro. Dopo le superiori, andò ad un college nello Utah per studiare moda e design, ma dopo due anni abbandonò gli studi per un posto di lavoro come direttrice di vendite Los Angeles, in California. In questo periodo al Key Club di Hollywood, un locale famoso per la musica dal vivo, incontrò la pornostar Dayton, che la mise in contatto con il mondo del cinema per adulti.
Dayton lavorava a contratto per la Vivid Entertainment e portò la Roberts ad un incontro con un dirigente della società. Poiché la Vivid era stata comprata dalla concorrente Hustler Entertainment, le riferirono di non essere interessati.
Dayton allora le presentò altri conoscenti e la Roberts cominciò a lavorare per diverse produzioni. Tra la fine del 2000 e i primi del 2001 apparve in tre film, Wild Cherries, All Teens Love Cum 1 e All Fucked Up, ma non era soddisfatta per la qualità degli stessi e per le condizioni di lavoro e meditò di abbandonare il nuovo lavoro.
Incontrò la ex pornostar Jill Kelly, che aveva appena inaugurato una sua casa di produzioni e stava cercando nuove attrici. Kelly la assunse per un ruolo nel film Immortal, assieme a Devon che aveva lasciato da poco la Vivid e a un'altra veterana del genere per adulti, Asia Carrera. Questo fu il primo incontro con Devon, che divenne sua amica e in seguito sua socia in affari.
Dopo aver lavorato per Jill Kelly, la Roberts recitò in film per altre compagnie, come Odyssey, Evil Angel e Digital Sin. Nel 2002 stipulò un contratto biennale con la VCA Pictures, ma l'accordo non resse e la Roberts se ne chiamò fuori. Un suo amico le suggerì allora di ritentare con la Vivid. La Roberts tornò quindi dove aveva tentato di iniziare la carriera, con un contratto biennale, che includeva sei film all'anno.
I primi tre film per la Vivid, Most Beautiful Girl in the World, Unlovable e Dual Identity, ebbero un'accoglienza molto favorevole dalla critica, ricevendo voti alti dai recensori.
La Roberts è nota per aver avuto legami di tipo erotico con altre colleghe fuori dal set. La pornostar Gina Lynn, con cui ha recitato, ha detto una volta "Tawny è l'unica attrice con cui mi sia divertita al di fuori del lavoro".
La Roberts si è ritirata. Ora vive a New York con il suo ragazzo David. Nel dicembre del 2006 ha avuto un bambino.

## Filmografia
- Wild Cherries 1 (2000)
- 100% Jill (2001)
- 18 and Nasty 25 (2001)
- All Teens Love Cum 1 (2001)
- Amateur Angels 2 (2001)
- Anal Madness 2 (2001)
- Barefoot Confidential 16 (2001)
- Barely Legal 18 (2001)
- Barely Used 2 (2001)
- Dirty Newcummers 9 (2001)
- Heaven Sent (2001)
- Immortal (2001)
- Nasty Newcummers 19 (2001)
- Nineteen Video Magazine 44 (2001)
- No Man's Land 35 (2001)
- North Pole 26 (2001)
- Photogenic (2001)
- Pickup Lines 68 (2001)
- Real Naturals 15 (2001)
- Real Sex Magazine 44 (2001)
- Runaway Sluts Exposed 1 (2001)
- Service Animals 5 (2001)
- Tachophobia (2001)
- United Colors Of Ass 9 (2001)
- Wet and Wild in Lake Havasu (2001)
- What Girls Do 1 (2001)
- When The Boyz Are Away The Girlz Will Play 5 (2001)
- All Fucked Up (2002)
- Behind the Scenes 13 (2002)
- Cum Shot Starlets (2002)
- Cumming Home (2002)
- Double O Blonde (2002)
- Grrl Power 9 (2002)
- High Desert Dream Girls (2002)
- Hot Showers 3 (2002)
- Innocent Young Sluts 4 (2002)
- Internal Affairs 5 (2002)
- Little Town Flirts (2002)
- Melted Pink (2002)
- Mondo Porno (2002)
- Money Shots (2002)
- Nineteen Video Magazine 50 (2002)
- No Exit (2002)
- Ozporns (2002)
- Please Cum Inside Me 10 (2002)
- Rude Girls 5 (2002)
- Sleaze Show (2002)
- Specs Appeal 4 (2002)
- Thrills 1 (2002)
- Up And Cummers 101 (2002)
- Voyeur 21 (2002)
- Young Cream Pies 1 (2002)
- All At Once (2003)
- Droppin' Loads 1 (2003)
- Dual Identity (2003)
- Five Tales of Sin (2003)
- Gonzo The Feature (2003)
- Lust Will And Testament (2003)
- Most Beautiful Girl in the World (2003)
- New Wave Hookers 7 (2003)
- Ozporns Go To Hell (2003)
- Sopornos 4 (2003)
- Summer Camp Sun Bunnies (2003)
- Thrills 2 (2003)
- 100% Blowjobs 30 (2004)
- Adult Video News Awards 2004 (2004)
- Adventures of Be the Mask 1 (2004)
- Agent (2004)
- Barely Legal All Stars 1 (2004)
- Civilian Sex (2004)
- Faraway (2004)
- Housekeeper (2004)
- Last Girl Standing (2004)
- Matrix Pornstars (2004)
- Myne Tease 2 (2004)
- Scene Study (2004)
- Sextet (2004)
- Spunk Drunk (2004)
- Tawny Roberts Exposed (2004)
- Unlovable (2004)
- Wild On X 1 (2004)
- Wild On X 2 (2004)
- Adventures of Be the Mask 3 (2005)
- And The Envelope Please Tawny Roberts (2005)
- Best Deep Throat On The Planet (2005)
- Centerfold Secrets (2005)
- Cotton Panties Half Off (2005)
- Dance Party (2005)
- Glamazon (2005)
- Groupie (2005)
- House of Anal (2005)
- Internal Pop Shots (2005)
- Janine's Got Male (2005)
- Juvenescence (2005)
- Lick Clique (2005)
- Lipstick Lesbians 3 (2005)
- Pretty Mess (2005)
- Tight and Fresh 1 (2005)
- Top Ten Hottest Women (2005)
- Virgin Patrol 1 (2005)
- Whore Next Door (2005)
- Cum Snatchers 2 (2006)
- Emperor (2006)
- Jenna Loves Justin (2006)
- Party Mouth (2006)
- Rack 'em Up (2006)
- Real Golden Showers 8 (2006)
- Ultrapussy (2006)
- Young and Dumb 5 (2006)
- Frankencock (2007)
- Fusxion Fantasies 2 (2007)
- Kayden's First Time (2007)
- Where the Boys Aren't 18 (2007)
- Blondes In Bondage (2008)
- Kick Ass Chicks 50: Nerdy Girls (2008)
- No Man's Land: Girls in Love (2008)
- Slit Happens (2008)
- Star 69: Strap Ons (2008)
- Where the Boys Aren't 19 (2008)
- Club Lil Jon (2011)
- Soaking Wet Solos (2011)
- Cream on the Inside 2 (2012)
- Teenage Assfixiation (2012)